# مانی و لو
مانی و لو (به انگلیسی: Manny & Lo) فیلمی است محصول سال ۱۹۹۶ و به کارگردانی لیزا کروگر است. در این فیلم بازیگرانی همچون اسکارلت جوهانسون، الکسا پالادینو، مری کی پلیس، پل گویلفویل ایفای نقش کرده‌اند.